# Kunhecken
Kunhecken ist eine Wüstung im Gebiet der heutigen Gemeinde Sinntal im Main-Kinzig-Kreis in Hessen. Die genaue Lage ist nicht bekannt. Vielleicht lag sie in der Gemarkung Altengronau.
Als historische Namensformen sind überliefert:
- Cunhecken (1389)
- Kunhecken (1391)

Letztmals 1453 wird der Ort in einem Weistum als zum Gericht Altengronau gehörig erwähnt. Er dürfte also in der zweiten Hälfte des 15. Jahrhunderts wüst gefallen sein.